# Афаліна
Афалі́на (Tursiops) — рід родини дельфінових (Delphinidae). Вид поширений в прибережних областях помірних та теплих вод пн. та пд. півкуль. У всій акваторії Чорного моря, включаючи територіальні води України, протягом року трапляється ендемічний підвид Tursiops truncatus ponticus.

## Назва
Назва роду походить від тюрк. тур. афал-афал — «ошалілий».

## Види роду
Рід має три види: 
- Афаліна звичайна, або пляшконоса (Tursiops truncatus),
- Афаліна індійська (Tursiops aduncus).
- Афаліна південна (Tursiops australis) Charlton-Robb et al., 2011

## Афаліна у фауні України
Перший з них представлений у фауні України (фауна Чорного моря) підвидом Афаліна чорноморська (Tursiops truncatus ponticus)